# Cruces (Valdivia)
Cruces es una localidad rural en la comuna de Mariquina, Provincia de Valdivia, Región de Los Ríos, Chile, ubicada en la ribera este del Río Cruces.

## Historia

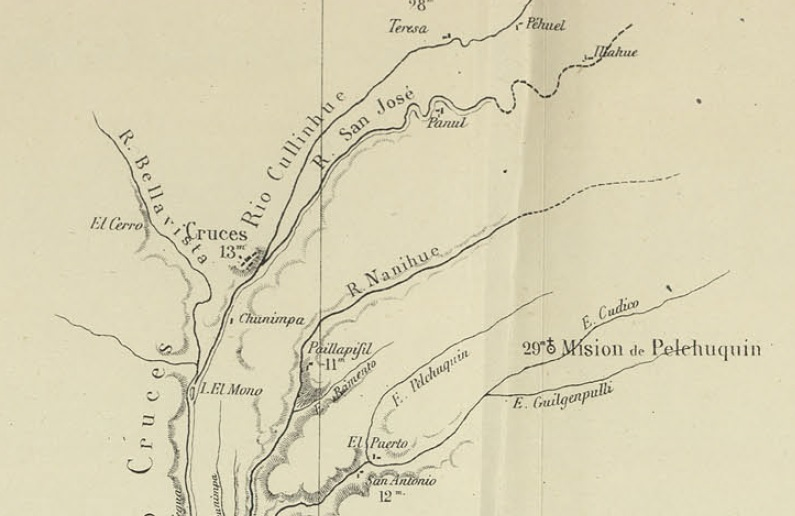
Cruces en el Mapa de la expedición de Francisco Vidal Gormaz en 1869

El 18 de junio de 1859 pasa a esta localidad el explorador alemán Paul Treutler de regreso de su primera expedición desde San José de la Mariquina y nuevamente el 14 de marzo de 1860 en su tercera expedición camino a San José.
La localidad fue visitada por el Ingeniero Francisco Vidal Gormaz en el año 1868 en los trabajos de Exploración del Río Valdivia y sus afluentes encargado por el Gobierno de Chile e incluida en su Mapa.
Y en el año 1899 en el Diccionario Geográfico de Francisco Astaburuaga Cienfuegos es mencionada como Aldea

Cruces (Aldea de). Situada en el departamento de Valdivia al N. de la capital y al SO. de la villa de San José de Mariquina, distando de la primera 25 kilómetros y 15 de la segunda. Yace por los 39° 36' Lat. y 73° 11' Lon. en una pequeña planicie de la orilla occidental ó derecha del río de su nombre, por donde éste pierde el de aquella villa que traía. Contiene unas pocas casas sencillas y escuela gratuita. Al pie de ella tiene el río un surgidero para las embarcaciones que lo suben y que continúan por el riachuelo de Cullinhue hasta Teresa, y contigua al S. el asiento del fuerte que construyó en 1647 Don Francisco Gil de Negrete y denominó castillo de San Luis Alva de Cruces, el cual fué restaurado en 1676 y artillado convenientemente por otro gobernador de la plaza de Valdivia, Don Diego de Martos. Arruinado éste en los primeros años del presente siglo se formó esta aldea en el desembarcadero.
 Francisco Astaburuaga

## Accesibilidad y transporte
Cruces se encuentra a 21,1 km de la ciudad de San José de la Mariquina a través de la Ruta 202 y T-288.